# 奥田哲也 (作家)
奥田 哲也（おくだ てつや、1958年12月15日 - ）は、日本の推理作家。

## 略歴
大阪府大阪市生まれ。立命館大学法学部卒業。
1984年、「懺悔」が星新一ショートショート・コンテスト優秀賞に選ばれて作家の道へ。1990年、『霧の町の殺人』で、講談社ノベルスから「新本格ミステリ」の作家として長編デビュー。星新一ショートショート・コンテスト出身で講談社ノベルスから長編デビューした新本格作家には、ほかに斎藤肇・太田忠司がいる。
近年は、井上雅彦のアンソロジー『異形コレクション』（光文社文庫）に作品を発表するなどしている。

## 作品

### 単著本
- 『霧の町の殺人』（講談社ノベルス） 1990年10月、のち改題『霧枯れの街殺人事件』（講談社文庫） 1995年8月
- 『三重殺』（講談社ノベルス） 1991年1月、のち講談社文庫 1996年7月
- 『絵の中の殺人』（講談社ノベルス） 1992年9月、のち講談社文庫 1996年11月
- 『赤い柩』（立風書房）1993年12月
- 『冥王（ハーデース）の花嫁』（講談社ノベルス） 1998年1月、講談社文庫 2003年7月
- 『エンド・クレジット』（廣済堂出版）1998年9月

### アンソロジー収録短編
「」内が奥田哲也の作品
- 『異形コレクション』（井上雅彦監修）
  - 「スマイリング・ワイン」（『ラブ・フリーク』、廣済堂文庫） 1998年1月
  - 「Muse（ミューズ）」（『変身』、廣済堂文庫） 1998年3月
  - 「ウォーター・ミュージック」 （『水妖（すいよう）』、廣済堂文庫） 1998年7月
  - 「アリアドネー」（『チャイルド』、廣済堂文庫） 1998年11月
  - 「鳥の囁く夜」（『グランドホテル』、廣済堂文庫） 1999年3月
  - 「みどりの叫び」（『トロピカル』、廣済堂文庫） 1999年7月
  - 「砂の獣」（『世紀末サーカス』、廣済堂文庫） 2000年1月
  - 「ホーム」（『帰還』、光文社文庫） 2000年9月
  - 「ロッキー越えて」（『十月のカーニヴァル』、カッパ・ノベルス） 2000年10月
  - 「虹の彼方に」（『ロボットの夜』、光文社文庫） 2000年11月
  - 「船の中の英吉利人」（『幽霊船』、光文社文庫） 2001年2月
  - 「ドクター・レンフィードの日記」（『夢魔（むま）』、光文社文庫） 2001年6月
  - 「仮面の庭」（『マスカレード』、光文社文庫） 2002年1月
  - 「石の女」（『恐怖症』、光文社文庫） 2002年5月
  - 「大麦畑でつかまえて」（『獣人』、光文社文庫） 2003年3月
  - 「ストーリー・テラー」（『教室』、光文社文庫） 2003年9月
  - 「素晴らしきこの世界」（『アジアン怪綺（ゴシック）』、光文社文庫） 2003年12月
  - 「運命島」（『黒い遊園地』、光文社文庫） 2004年4月
  - 「フニクラ」（『妖女』、光文社文庫） 2004年12月
  - 「黄金の夢」（『アート偏愛（フィリア）』、光文社文庫） 2005年12月
  - 「非業」（『伯爵の血族 紅ノ章』、光文社文庫） 2007年4月
  - 「誘惑」（『ひとにぎりの異形』、光文社文庫） 2007年12月
- その他
  - 「ダンシング・イン・ザ・ダーク」（『暗闇』、中央公論新社） 2004年6月
  - 「風聞」（『平成都市伝説』、中央公論新社） 2004年10月
  - 「受取人」（『ミステリ・オールスターズ』、角川書店） 2010年9月、のち角川文庫 2012年9月